# Mycterus tibialis
Mycterus tibialis là một loài bọ cánh cứng trong họ Mycteridae. Loài này được Küster miêu tả khoa học năm 1850.